# Alicia Moreno
Alicia Moreno Espert (Barcelona, 1957) es una gestora cultural, empresaria teatral y política española afincada en Madrid.

## Biografía
Hija de la actriz, directora y empresaria Núria Espert y del actor, poeta, productor, guionista y director Armando Moreno, se instala en Madrid en 1979, comenzando a trabajar en el Centro Dramático Nacional (Teatro María Guerrero) en labores de administración y producción. En 1981 fue gerente del Ballet Nacional y en 1982 desempeñó labores de administración y relaciones públicas en el Teatro de la Zarzuela. En sucesivos años, continuó desarrollando su carrera como gestora y productora de varios festivales, entre otros el de Almagro, y como ayudante de dirección escénica de óperas. En 1988 fundó su propia empresa de producción y distribución de espectáculos de danza y teatro. En 1997, fue nombrada directora del Festival de Otoño de la Comunidad de Madrid.
En 1999 da el salto a la política al ser nombrada por Alberto Ruiz-Gallardón Consejera de Bellas Artes de la Comunidad de Madrid, cargo que desempeña hasta 2003. Desde esa fecha y hasta diciembre de 2011, ha mantenido su vinculación profesional con Ruiz-Gallardón desde el cargo de Delegada del Área de Gobierno de las Artes del Ayuntamiento de Madrid. Desde el ayuntamiento, impulsó grandes infraestructuras culturales de la ciudad como Matadero Madrid, el Centro Cultural Conde Duque, el Centro-Centro Cibeles, Medialab, la sala pequeña del Teatro Español y la Sala 2 del Teatro Fernán Gómez. En febrero de 2017 fue nombrada gerente del teatro de La Abadía.